# قلعة ماتسويه

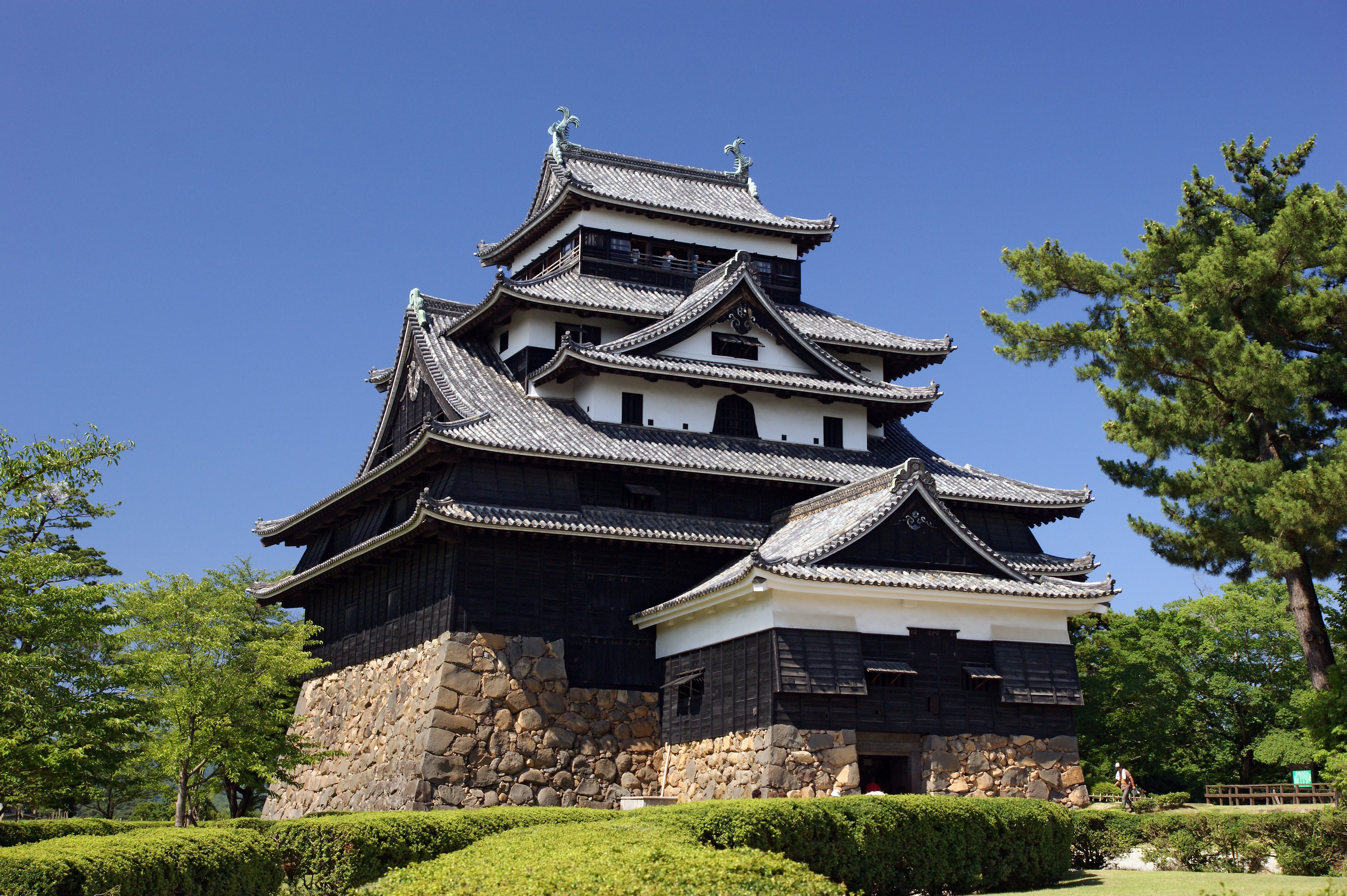
برج قلعة ماتسويه

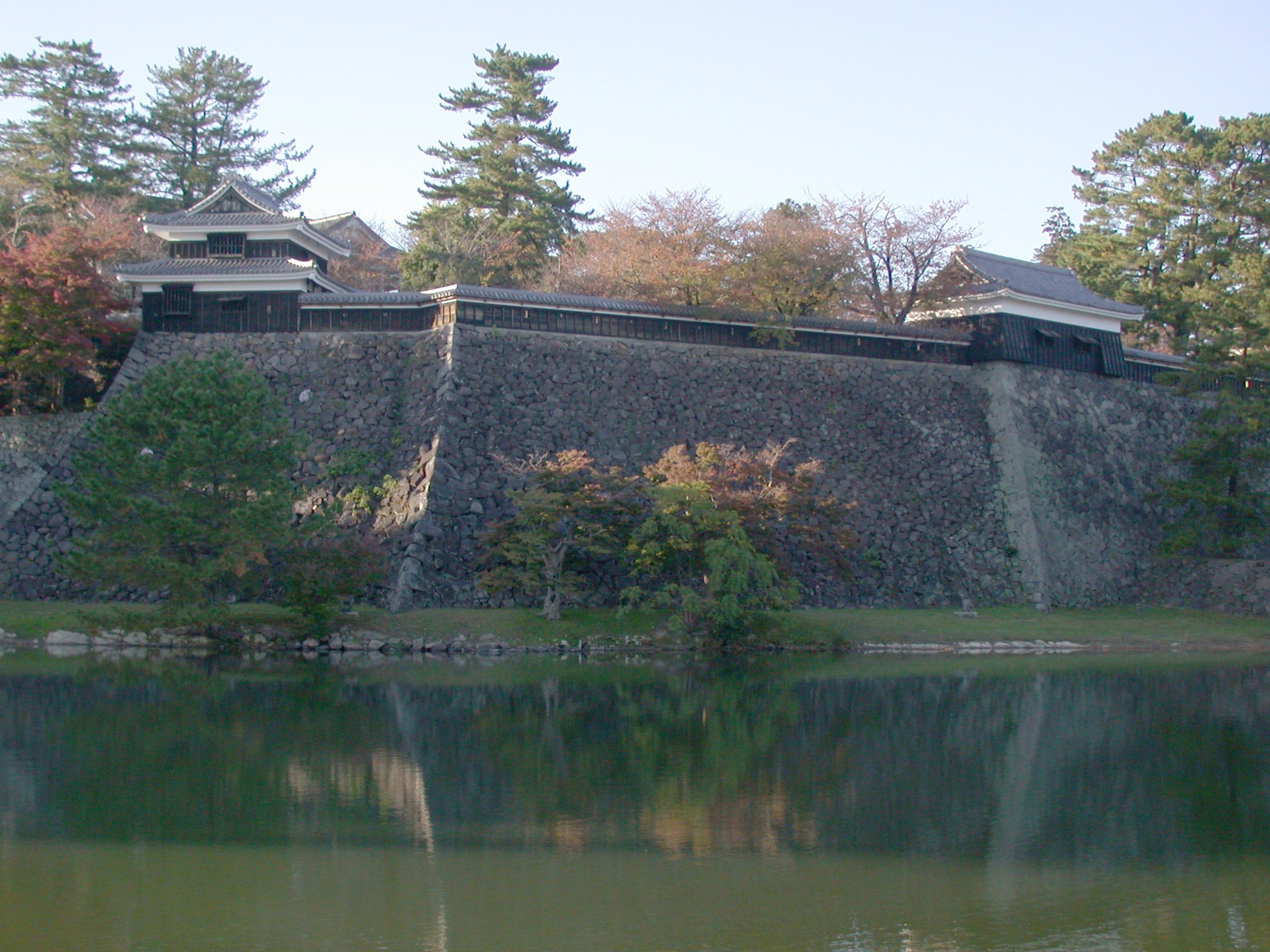
نينومارو والخندق حول القلعة

قلعة ماتسويه (باليابانية: 松江城 ماتسويه جو) هي قلعة إقطاعية تقع في ماتسويه في محافظة شيمانه، اليابان. تلقب باسم «القلعة السوداء» أو «قلعة الزقزاق»، وهي واحدة من قلائل من قلاع العصور الوسطى على الطراز الياباني المتبقية في اليابان حتى اليوم محافظة على طرازها المبني بالأخشاب ولم يعد إعادة إعمارها باستخدام الأسمنت مثل حال الكثير من قلاع اليابان.

## تاريخ
بُدأ ببناء قلعة ماتسويه عام 1607 وانتهى بناءها عام 1611 تحت إشراف القائد المحلي هوريو يوشيهارو. في عام 1638 آل حكم الإقطاعة والقلعة إلى عائلة ماتسودايرا والتي هي فرع من عائلة توكوغاوا.
عادة ما دمرت القلاع في اليابان نتيجة الحروب أو الزلازل، إلا أن قلعة ماتسويه بنيت بعد عصر الحروب في اليابان لذلك لم تشهد حصول أي معركة. على الرغم من ذلك فإنه فقط بعض الجدران والبرج بقيت صامدة إلى اليوم.

## خصائص
تعتبر قلعة ماتسويه ثاني أكبر وثالث أعلى قلاع اليابان. كما تعتبر سادس أقدم قلاع اليابان. استغرق بناءها خمس سنوات.
تتكون القلعة من بنية معقدة، حيث أنها بنيت على طراز برج مراقبة مكون من خمس طوابق ظاهرة خارجاً، إلا أنه في الواقع يوجد لها ست طوابق من الداخل. طليت معظم جدران القلعة باللون الأسود، وقد بنيت القلعة لتصمد في وجه المعارك فكانت متينة البنيان.